# جيف ريتشاردز (مدرب رياضي)
جيف ريتشاردز (بالإنجليزية: Geoff Richards)‏ هو مدرب رياضي بريطاني، ولد في 30 أبريل 1951 في Hornchurch ‏ في المملكة المتحدة.

## روابط خارجية
- جيف ريتشاردز عل موقع إسبنسكروم (الإنجليزية)